# Andira legalis
Andira legalis är en ärtväxtart som först beskrevs av Vell., och fick sitt nu gällande namn av Joaquim Franco de Toledo. Andira legalis ingår i släktet Andira och familjen ärtväxter. Inga underarter finns listade i Catalogue of Life.